# Engines of Creation
Albums de Joe Satriani
Crystal Planet
(1998) Live in San Francisco
(2001)
Engines of Creation est un album de Joe Satriani sorti en 2000.
Cet album est certainement le plus électronique des albums de Joe Satriani. Il marque le début de la relation entre Joe Satriani et le français Éric Caudieux.

## Titres
1. Devil's Slide - 5:10
2. Flavor Crystal 7 - 4:26
3. Borg Sex - 5:27
4. Until We Say Goodbye - 4:31
5. Attack - 4:22
6. Champagne? - 6:04
7. Clouds Race Across the Sky - 6:14
8. The Power Cosmic 2000-Part I - 2:09
9. The Power Cosmic 2000-Part II - 4:23
10. Slow and Easy - 4:44
11. Engines of Creation - 5:57

## Musiciens
- Joe Satriani  - Guitares, claviers, programmation
- Éric Caudieux - Claviers, basse, programmation, mixage, ingénieur du son
- Anton Fig : batterie
- Pat Thrall : basse